# Бережниця Нижня
Бережниця Нижня (пол. Bereżnica Niżna) — колишнє лемківське село в Польщі, у гміні Солина Ліського повіту Підкарпатського воєводства, на етнічних українських територіях.

## Назва
У ході кампанії перейменування українських назв на польські село в 1977—1981 рр. називалось Бжезьнічка (пол. Brzeźniczka).

## Розташування
Знаходиться в гміні Солина, Ліського повіту в Підкарпатському воєводстві. Розташоване над річкою Бережниця на південь від воєводської дороги № 894 Гічва — Чорна на місцевій дорозі Береска — Балигород у пасмі гір Західних Бескидів, недалеко від кордону зі Словаччиною та Україною.

## Історія
В 1520 р. село Braznicza за волоським правом було закріпачене Балями і в першій половині XVI ст. поділене на три частини, однією з яких була Бережниця Нижня. А вже в 1580 р. селом володіли Кміти. До 1772 р. село належало до Сяноцької землі Руського воєводства.
Йосифинська метрика 1787 року засвідчила прізвища селян:
1. Бринда
2. Завійський
3. Лазорик
4. Маслянка
5. Мельник
6. Михалик
7. Польний
8. Сташків
9. Тимчур
10. Пилип (4 родини).

Станом на 1921 рік у селі було 37 будинків і проживала 221 особа (183 греко-католики, 18 римо-католиків і 20 юдеїв).
У селі була мурована богослужбова каплиця Покрови Пресвятої Богородиці, споруджена в 1916 р. Гаврилом Завійським. Належала до парафії Береска Балигородського деканату Перемишльської єпархії УГКЦ, в 1936 р. налічувала 213 парафіян.
У міжвоєнний період село захоплене польським військом і входило до Ліського повіту Львівського воєводства.
У 1939 році в селі проживало 270 мешканців, з них 245 українців-грекокатоликів, 10 українців-римокатоликів і 15 євреїв. В липні 1944 р. німецька жандармерія останніми виявила євреїв з Бережниці Нижньої та відправила їх до Сяніка. 16 вересня 1944 р. прийшли радянські окупанти і почали мобілізацію до Червоної армії. Жителі села Іван Лазорик і Михайло Хохля позбирали в околицях загиблих 19 солдатів Червоної армії (люди з-під Самбора, Станіслава і Дрогобича) і поховали на цвинтарі у братській могилі. Росіяни дозволили їх поховати, але заборонили вказувати імена і частини  — можна тільки поставити хреста. Навесні 1945 р. приїхали родичі загиблих, виконана ексгумація і розпізнані тіла родичі забрали додому.
2 жовтня 1945  р. НКВД і Польське військо спалили село (36 хат з наявних 39) та вбили 15 людей, серед них і дітей. Попередньо жителі села випросили у повстанців сотні Прута відпустити полоненого пораненого командира кінної розвідки 34 піхотного полку Війська Польського і один із жителів села (пан Ґнап) відвіз його до шпиталю у Ліську. Тобто, таким був вияв «вдячності» за співчуття і милосердя. З метою приховання злочину і узаконення вбивств шеф вільшанецької НКВД Сараєв фальсифікував документ про наявність у Бережниці Нижній боївки СБ з 45 осіб (насправді боївки СБ складалися з 3-4 осіб).
В 1946 р. після провокації за участю переодягнених під повстанців НКВДистів вивезли кілька заляканих українських родин до СРСР. Список про виселених НКВД з Бережниці Нижньої зі 120 осіб фальсифікований, бо серед них немає жителів села, натомість записані жителі Бережниці Вишньої та інших сіл.
З початком операції «Вісла» з села відправили в концентраційний табір у Явожні двох молодих братів за підозрою в симпатії до УПА і одного старшого чоловіка — брата закатованого під час пацифікації. Були вони серед перших дев’яти в’язнів концтабору. Старший помер в концтаборі у грудні 1947 р. від виснаження. Решту жителів депортували на понімецькі землі.

## Пам’ятки
- Сільський цвинтар.